# Jiangqiao, Shanghai
Jiangqiao är en köping i Kina. Den ligger i Jiading i storstadsområdet Shanghai, i den östra delen av landet, omkring 12 kilometer väster om den centrala stadskärnan. Antalet invånare är 256 218. Befolkningen består av 116 540 kvinnor och 139 678 män. Barn under 15 år utgör 8,0 %, vuxna 15-64 år 86 %, och äldre över 65 år 5,0 %.